# Frederik Christian von Plessen
Frederik Christian von Plessen (17. august 1717 på Fussingø – 25. november 1783 på Gunderslevholm) var en dansk officer, general og kammerherre.
Han var født var født 17. august 1717 som søn af Christian Ludvig von Plessen (1676-1752) og Charlotte Amalie Skeel. Han blev 1739 ritmester ved Livgarden til Hest og vedblev hele sin tjenestetid at være knyttet til denne afdeling. 1743 blev han oberstløjtnant af kavaleriet, 1745 major af garden, 1747 oberst af kavaleriet, 1754 oberstløjtnant af garden og leder af denne, 1755 generalmajor.
I sidstnævnte charge blev han 1762 beordret over til den i Holsten mobiliserede hær, men ved gardens omordning året efter fik Plessen afsked som generalløjtnant og tilkendegivelse af kongens særdeles tilfredshed med hans tjeneste. Han havde arvet Salzau i Holsten efter sin fader, men solgte godset 1758, og Gunderslevholm med flere fideikommisgodser, som han arvede efter sin farbroder Carl Adolph von Plessen (d. 1758), overlod han til sine brodersønner, da han selv var uden børn.
Plessen, der 1745 havde fået kammerherrenøglen, 1754 det hvide bånd, 1756 l'union parfaite ordenen og 1774 blev general, var æresmedlem af Kunstakademiet. Han døde 25. november 1783. 10. november 1747 havde han ægtet Birgitte Rosenkrantz (f. 8. januar 1723 d. 8. juli 1763), datter af gehejmeråd Iver Rosenkrantz. Hun var 1754 blevet dame de l'union parfaite.